# Vereniging van Geestelijk VerZorgers
De Vereniging van Geestelijk VerZorgers (VGVZ), voorheen Vereniging van Geestelijk Verzorgers in Zorginstellingen is een Nederlandse beroepsvereniging voor alle geestelijk verzorgers in Nederland.
De beroepsvereniging heeft leden van uiteenlopende levensbeschouwelijke achtergrond, zoals christelijk, humanistisch, joods, moslim en niet-institutioneel gezondenen. De vereniging kent uiteenlopende werkvelden zoals ziekenhuis, psychiatrie, ouderenzorg en gehandicaptenzorg. Anno 2021 had de vereniging naar eigen zeggen circa 1400 leden.
De vereniging geeft een tijdschrift uit onder de titel "TGV", Tijdschrift Geestelijke Verzorging. Dit vaktijdschrift richt zich op wetenschappelijk onderzoek op het vakgebied van geestelijk verzorgers en op belangrijke ontwikkelingen van andere aard binnen de beroepsgroep. 